# Paul Ranger
Paul D. Ranger (* 12. September 1984 in Whitby, Ontario) ist ein ehemaliger kanadischer Eishockeyspieler, der im Verlauf seiner aktiven Karriere zwischen 2000 und 2015 unter anderem 334 Spiele für die Tampa Bay Lightning und Toronto Maple Leafs in der National Hockey League (NHL) auf der Position des Verteidigers bestritten hat.

## Karriere
Ranger begann seine Karriere in der kanadischen Juniorenliga Ontario Hockey League (OHL) bei den Oshawa Generals, bevor er beim NHL Entry Draft 2002 als 183. in der sechsten Runde von den Tampa Bay Lightning aus der National Hockey League (NHL) ausgewählt wurde.
Während der Lockout-Saison 2004/05 wurde der Linksschütze erstmals beim Tampa Bay Farmteam Springfield Falcons in der American Hockey League (AHL) eingesetzt. Nach guten Leistungen in der AHL gehörte er in der folgenden Spielzeit zum Stammkader der Tampa Bay Lightning. Im Jahr 2007 wurde der Verteidiger für das im Rahmenprogramm des NHL All-Star Game stattfindende YoungStars Game nominiert, dort lief er für das Team der Eastern Conference auf. Aus persönlichen Gründen hatte Ranger fast die gesamte Saison 2009/10 verpasst und war lediglich in acht NHL-Spielen zum Einsatz gekommen. Im September 2010 nahm der Abwehrspieler auch nicht am Trainingslager der Bolts teil. Da er nicht bis zum 1. Dezember erneut verpflichtet wurde, war der Kanadier für die gesamte Spielzeit nicht einsatzberechtigt in der NHL.
Nach zwei Spielzeiten ohne Verein kehrte er ins professionelle Eishockey zurück und schloss sich für die Saison 2012/13 den Toronto Marlies aus der AHL an. Aufgrund seiner Leistung dort, wurde er für die NHL-Saison 2013/14 von deren Kooperationspartner Toronto Maple Leafs verpflichtet. Im März 2014 verletzte er sich im Spiel gegen seinen alten Verein Tampa Bay Lightning schwer. Im Juli 2014 unterzeichnete der Kanadier einen Zweijahresvertrag beim Genève-Servette HC aus der Schweizer National League A (NLA), der jedoch trotz eines zwischenzeitlichen Leihgeschäfts zum Ligakonkurrenten Kloten Flyers nach der ersten Spielzeit aufgelöst wurde. Anschließend beendete der 30-Jährige seine aktive Spielerlaufbahn und begann als Trainer im Bereich der kanadischen Universitätsliga U Sports zu arbeiten.

## Erfolge und Auszeichnungen
- 2002 Teilnahme am CHL Top Prospects Game
- 2007 Teilnahme am NHL YoungStars Game

## Karrierestatistik
(Legende zur Spielerstatistik: Sp oder GP = absolvierte Spiele; T oder G = erzielte Tore; V oder A = erzielte Assists; Pkt oder Pts = erzielte Scorerpunkte; SM oder PIM = erhaltene Strafminuten; +/− = Plus/Minus-Bilanz; PP = erzielte Überzahltore; SH = erzielte Unterzahltore; GW = erzielte Siegtore; 1 Play-downs/Relegation; Kursiv: Statistik nicht vollständig)